# Deke Slayton

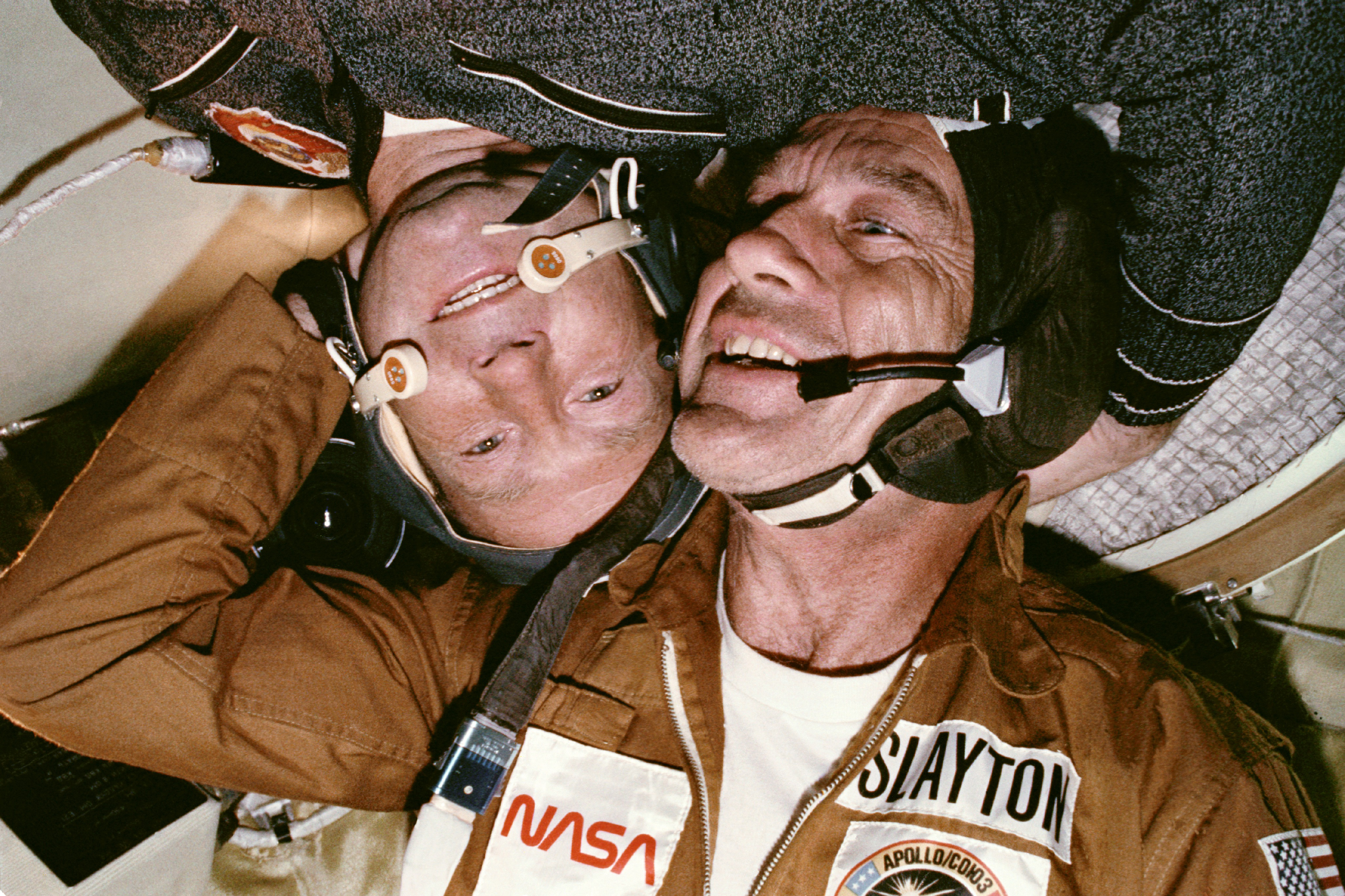
Aleksiej Leonow i Deke Slayton podczas misji Sojuz-Apollo

Donald Kent „Deke” Slayton (ur. 1 marca 1924 w Sparcie w stanie Wisconsin, zm. 13 czerwca 1993 w League City) – amerykański astronauta, major United States Air Force. Swój pierwszy i zarazem jedyny lot w kosmos odbył w 1975 w ramach projektu Sojuz-Apollo.

## Życiorys
Po ukończeniu w 1942 szkoły średniej w rodzinnym mieście wstąpił do Sił Powietrznych Armii Stanów Zjednoczonych. Rok później, po ukończonym przeszkoleniu został pilotem bombowca B-25. W latach 1943–1944 został skierowany do Europy, gdzie odbył ponad pięćdziesiąt lotów bojowych w toczącej się II wojnie światowej. W lecie 1944 powrócił do USA, by zostać pilotem-instruktorem bombowca B-25 w bazie lotniczej Columbia (Columbia Army Air Base) w Karolinie Północnej. W kwietniu 1945 skierowano go ponownie na front, tym razem do Japonii. Stacjonował na Okinawie, skąd wykonał siedem lotów bojowych na lekkim bombowcu A-26.
W 1946 rozpoczął studia w zakresie techniki lotniczej na Uniwersytecie Minnesoty (University of Minnesota). Po ich ukończeniu w 1949 trafił do firmy Boeing Aircraft Corporation w Seattle i pracował tam do 1951. Później ponownie podjął czynną służbę wojskową w lotnictwie. Służył m.in. w Gwardii Narodowej stanu Minnesota oraz w bazie lotniczej Bitburg (Bitburg Air Base) w Niemczech. W czerwcu 1955 powrócił do Stanów Zjednoczonych i w wojskowej bazie lotniczej Edwards w Kalifornii przeszedł kurs dla pilotów oblatywaczy. Tam też od stycznia 1956 do kwietnia 1959 służył jako pilot doświadczalny i brał udział w testach samolotów wojskowych przeznaczonych dla lotnictwa Armii Stanów Zjednoczonych.
Gdy NASA ogłosiła nabór do pierwszej grupy astronautów, Slayton zgłosił swoją kandydaturę. Należał do 110 pilotów doświadczalnych, z których wybrano grupę siedmiu astronautów do programu Mercury. Ich oficjalne nominacje ogłoszono 2 kwietnia 1959.
Podczas szkolenia każdy z siedmiu astronautów musiał poznać m.in. awaryjny system ratunkowy i aerodynamikę lotu. Slayton specjalizował się w zagadnieniach związanych z rakietą Atlas, która była w stanie wynieść na orbitę kapsułę Mercury. Początkowo w ramach programu planowano, że astronauci odbędą loty balistyczne przy użyciu rakiet Redstone. Lot Slaytona – Mercury 6 (MR 6) miał być czwartym startem w ramach programu i został zaplanowany na jesień 1961.
Po zakończonych sukcesem lotach kosmonautów radzieckich – Jurija Gagarina i Hermana Titowa – zredukowano liczbę startów suborbitalnej rakiety nośnej Redstone do trzech, co stwarzało szansę Slaytonowi, aby został pierwszym Amerykaninem na orbicie okołoziemskiej. Pomyślnie zakończone misje Alana Sheparda oraz Virgila Grissoma sprawiły, że postanowiono, iż w trzecim locie załogowym programu Mercury zostanie użyta rakieta Atlas, co umożliwi wyniesienie kapsuły załogowej na orbitę okołoziemską.
29 listopada 1961 NASA wyznaczyła astronautów do dwóch kolejnych lotów załogowych: Johna Glenna – do lotu Mercury 6 zaplanowanego na grudzień 1961 oraz Donalda Slaytona – do lotu Mercury 7 przewidzianego na kwiecień 1962. Slayton zdążył nawet wybrać nazwę dla swojej kapsuły – „Delta 7”. Jednak nie było mu dane polecieć w kosmos. NASA już od 1959 wiedziała o jego problemach z sercem. Kiedy jednak w 1961 zakłócenia pracy serca nasiliły się, skierowano go na szczegółowe badania lekarskie. W ich rezultacie 15 marca 1962 podjęto decyzję o zdjęciu Slaytona z przygotowań do lotu. Stało się to na kilka tygodni przed planowanym startem.
Podczas lotów Mercury 3 oraz Mercury 7 Slayton utrzymywał łączność (CapCom) z astronautami uczestniczącymi w obu lotach. Z kolei w czasie lotu Mercury 6 z Johnem Glennem na pokładzie pracował – podobnie jak pozostali astronauci zespołu – jako operator w jednej z naziemnych stacji łączności.
Od września 1962 był koordynatorem działań oraz szefem Biura Astronautów (Chief of the Astronaut Office). Do jego zadań należało wyznaczanie załóg do kolejnych lotów oraz wybór nowych astronautów.
Od 1963 do lutego 1974 był także dyrektorem Wydziału Załóg Latających.
Przez cały czas Slayton robił wszystko, żeby powtórnie otrzymać status aktywnego astronauty i wziąć udział w programie Gemini lub Apollo – codziennie wykonywał ćwiczenia fizyczne, rzucił palenie, przestał pić kawę i ograniczył spożycie alkoholu. Na szczęście też, po długotrwałym leczeniu latem 1970 ustąpiły problemy z sercem. Wnikliwe badania przeprowadzone w marcu 1972 zakończyły się ponownym dopuszczeniem go do lotów w kosmos. Niestety w tym czasie wszystkie dotychczasowe amerykańskie programy lotów załogowych były już zamknięte.
Nową szansę otrzymał 9 lutego 1973, kiedy wraz z Tomem Staffordem i Vance'em Brandem został wyznaczony do pierwszego amerykańsko-radzieckiego spotkania w kosmosie w ramach projektu Sojuz-Apollo (ASTP). Astronauci przez dwa lata przechodzili intensywny trening oraz kurs języka rosyjskiego. Wielokrotnie wyjeżdżali do ZSRR. Slayton, nie mogąc dłużej godzić treningu z obowiązkami zawodowymi, zrezygnował w lutym 1974 ze stanowiska dyrektora Wydziału Załóg Latających.
Start statku Apollo nastąpił 15 lipca 1975. Podczas misji Slayton pełnił funkcję pilota modułu dokowania. Mając 51 lat, stał się wówczas najstarszym człowiekiem, który uczestniczył w załogowym locie kosmicznym. Podczas wyprawy statek Apollo połączył się na orbicie okołoziemskiej z radzieckim statkiem Sojuz 19, który pilotowali Aleksiej Leonow i Walerij Kubasow. Nastąpiło to 17 lipca. Obie załogi dzięki specjalnemu modułowi łączącemu oba statki mogły odwiedzić się nawzajem. Podczas wodowania 24 lipca 1975 niewiele brakowało, żeby doszło do katastrofy. Błąd załogi spowodował, że do wnętrza kapsuły dostały się trujące opary paliwa. Na szczęście żaden z trójki astronautów nie ucierpiał z tego powodu. Ich lot trwał 9 dni 1 godzinę 28 minut i 23 sekundy.
Misja ASTP była ostatnią w ramach programu Apollo. Po jego zakończeniu NASA skupiła się wyłącznie na nowym programie lotów załogowych – promów kosmicznych.
W późniejszych latach – od grudnia 1975 do 1982 – Slayton kierował m.in. programem testowym zachowania się wahadłowca Enterprise podczas lądowania w Kalifornii. Przygotowywał również pierwsze sześć lotów załogowych programu wahadłowców kosmicznych (Space Transportation System).
Odszedł z NASA 27 lutego 1982. Został prezesem prywatnej firmy Space Services Inc., która zajmowała się techniką kosmiczną i w 1983 doprowadziła do pomyślnego startu rakiety Conestoga.
Deke Slayton zmarł 13 czerwca 1993 w League City, w wieku 69 lat. Przyczyną śmierci był nowotwór mózgu.
Stowarzyszenie Uczestników Lotów Kosmicznych (Association of Space Explorers) przyznało mu pośmiertnie Universal Astronaut Insignia za lot orbitalny (nr 77).